# 崔廷献
崔 廷献（さい ていけん、繁体字: 崔廷獻; 簡体字: 崔廷献; 拼音: Cuī Tíngxiàn; ウェード式: Ts'ui T'ing-hsien、1875年（清光緒元年） - 1942年（民国31年））は、清末、中華民国の政治家・教育者。字は文徴。閻錫山率いる山西派の一員と目され、山西省の各種内政事業に従事した人物である。

## 事績
16歳の時に童子試で第1位の成績を得、1898年（光緒24年）に優貢となった。義和団の乱勃発後に故郷の寿陽に戻り、保甲と団練を組織・整備した。後に、山西大学堂西学専斎総斎長に起用されている。1901年（民国27年）、辛丑科進士となり、山西大学堂舎監に起用された。1905年（民国31年）に離職し、日本に留学して和仏法律学校法政大学（後の法政大学）で政治・法律・経済などを学んだ。同大学を翌1906年に卒業し、帰国した。帰国後は山西大学堂に復帰して斎務長を務めた。その後、山西省内の各種学堂で監督を歴任し、他にも山西全省争鉱代表、山西咨議局総参議、教育総会副会長などにも就任している。
1909年（宣統元年）、崔廷献は東三省に異動し、葫芦島開埠局局長に任命された。1911年（宣統3年）、辛亥革命が勃発すると山西省に戻り、都督となった閻錫山の下で内務司司長兼財務司司長に任ぜられ、後に山西省民政長代行や保晋鉱務公司総理も務めている。1917年（民国6年）、閻から六政考核処処長に任ぜられ、水利、養蚕・桑の植樹、禁煙（アヘン取締）、植樹、断髪、天足（纏足対策）の6分野につき事業を起こした。後には牧畜、造林、綿花栽培も担当している。翌1918年（民国7年）、山西省議会議長に就任し、留日予備学校校長や育才館教務主任も兼ねた。1922年（民国11年）8月、山西省政務庁庁長に就任している。1923年（民国12年）、山西省河東道尹に異動し、1926年（民国15年）には河東塩運使を兼任した。
閻錫山が国民政府に易幟した後の翌1928年（民国17年）に、崔廷献は助理平津衛戍事宜に任ぜられた。同年8月、国民政府賑款建設委員会委員となり、翌月には天津特別市市長に起用された（1931年3月まで在任）。市長就任期間には、国民政府首都建設委員会委員や行政院賑災委員会委員も兼任している。1932年（民国21年）、晋綏綏靖公署首席参事や綏遠省省政設計委員会副委員長を務めた。1939年11月、 行政院賑災委員会委員に再任した。1942年（民国31年）、香港で死去。享年68。

## 注
1. 1 2 3  徐主編（2007）、1662頁。
2. 1 2  劉国銘主編（2005）、2149頁。
3. ↑  劉国銘主編（2005）、2149-2150頁。
4. ↑  寿陽人物網。